# Hamelet
Hamelet är en kommun i departementet Somme i regionen Hauts-de-France i norra Frankrike. Kommunen ligger i kantonen Corbie som tillhör arrondissementet Amiens. År 2022 hade Hamelet 633 invånare.

## Befolkningsutveckling
Antalet invånare i kommunen Hamelet
| Referens: INSEE |